# Saint-Michel, Hérault
Saint-Michel, also referred to as Saint-Michel-d'Alajou là một xã thuộc tỉnh Hérault trong vùng Occitanie phía nam nước Pháp.